# Hipótesis del átomo primigenio
La hipótesis del átomo primigenio (francés hypothèse de l'atome primitif) es un término propuesto por el científico belga Georges Lemaître en 1931 para referirse a su conjetura sobre el origen de universo. Dicha conjetura llegó a convertirse en la moderna teoría del Big Bang con los aportes de otros científicos.

## Introducción
Georges Lemaître observó por primera vez, en 1927, que un universo en permanente expansión debería remontarse en el tiempo hasta un único punto de origen.
Posteriormente, en 1930, Lemaître publicó, en la revista Monthly Notices de la Royal Astronomical Society, un artículo en el que proponía la idea de que, a partir de una singularidad inicial, una especie de “átomo primitivo”, "átomo primigenio" o “huevo cósmico”, se habría producido, en los primeros momentos de la Creación, una explosión a partir de la cual se originó el Universo. El astrónomo Fred Hoyle, con intención crítica y un tanto irónica, llamó a esta explosión el Big Bang, y esta denominación hizo fortuna. Ante la propuesta de Lemaître, su antiguo maestro, el astrónomo Arthur S. Eddington, encontró la idea poco satisfactoria y al mismo Einstein le pareció sospechosa ya que la consideraba ampliamente reminiscente del dogma cristiano de la Creación que tenía, a su juicio, poca justificación científica. Posteriormente, el propio Einstein cambiaría de opinión.
La idea siguió su desarrollo en 1931 a raíz de las polémicas con A. S. Eddington, y su motivación física vino de la física cuántica. En ese mismo año -1931-, Lemaître publicó el artículo «El comienzo del mundo desde el punto de vista de la teoría cuántica»,  en la revista Nature, edición del día 9 de mayo de 1931. El razonamiento señalaba que un universo en expansión implicaba que, yendo atrás en el tiempo, el Universo había ocupado un tamaño cada vez más reducido, hasta que en una singularidad inicial, todo él se concentraría en un ""átomo primitivo". 
La hipótesis del átomo primigenio tiene la característica de su extrema simplicidad. El núcleo de la idea fue expresado por Lemaître en ese artículo: “Me inclinaría más bien a pensar” —escribió Lemaître— “que el estado actual de la teoría cuántica sugiere un comienzo del mundo muy diferente del orden actual de la Naturaleza. Los principios termodinámicos desde el punto de vista de la teoría cuántica pueden enunciarse como sigue: (1) La energía de cantidad total constante se distribuye en cuantos discretos. (2) El número de cuantos distintos es cada vez mayor. Si retrocedemos en el tiempo debemos encontrar cada vez menos cuantos, hasta encontrar toda la energía del universo empaquetada en unos pocos o incluso en un solo cuanto”. Este cuanto sería el átomo primordial.  
Según Lemaitre, durante la fase de expansión desacelerada de los primeros momentos de la historia del universo, este átomo primitivo se fragmentaría cada vez más, engendrando polvo que se condensará formando estrellas, galaxias, y cúmulos galácticos durante una segunda fase en la que el universo es casi estático. A este período de la historia cosmológica seguiría una fase de expansión acelerada, en la que estaríamos en la actualidad.
El nombre puede llevar a engaño, ya que Lemaître no tenía en mente un átomo en el sentido físico moderno, sino que “la palabra 'Átomo' debería entenderse en el sentido griego primitivo de la palabra. "Se pretende que signifique simplicidad absoluta, excluyendo cualquier multiplicidad”.